# Scaricavascio
Lo Scaricavascio era una torre umana che si allestiva in occasione delle festività in onore di Sant'Antonio a Melfi in provincia di Potenza, tradizione scomparsa tra il 1924 ed il 1929.

## Periodo di costruzione dello Scaricavascio
Giovanni Battista Bronzini lo descrive come un «(…) giuoco giovanile in voga un tempo» ed afferma che lo Scaricavascio «(…) si attuava il giorno di S. Antonio da Padova (…)». 
In realtà, questa piramide umana girava in tondo per le vie del paese già durante i tredici giorni antecedenti il 13 giugno, la cosiddetta Tredicina. Difatti Paolo Di Grazia testimonia "robusti uomini e giovani popolani, dieci sulle spalle dei dieci sottostanti, tenendosi tutti stretti per mano, ballottano in giro tondo per le vie della città di Melfi, nelle sere della tredicina di S. Antonio". 

## Natura dello Scaricavascio
Queste citazioni rendono evidente la natura popolana dello Scaricavascio: chi prendeva parte alla costruzione apparteneva alla classe sociale meno agiata e poteva parteciparvi alla sera dopo una giornata dedicata al lavoro dalla quale i contadini non potevano allontanarsi, pena la loro stessa sopravvivenza.

## Lo Scaricavascio e la festa
Negli ultimi giorni di maggio e nei primi del mese di giugno l'avvenuta mietitura rappresentava l'autosufficienza alimentare e lo Scaricavascio era associato ad un altro valore, quello di festa. Difatti, all'interno di esso erano presenti i caratteri antropologici tipici dei riti festivi:
a) la ripetizione costante delle parole e dei movimenti;
b) la rottura dei normali schemi etici e sociali;
c) il riciclaggio dei malumori popolari e la conseguente rigenerazione della cultura partecipante.
Il punto "A" indica nello Scaricavascio la ripetizione di azioni che il pubblico già conosceva, ad esempio: la folla che assisteva alla costruzione partecipava attivamente ad essa cantando il ritornello della filastrocca che accompagnava questa piramide. Inoltre, vi era caratterizzazione moltitudinaria, ovvero il rapporto fra le piramidi stesse ed il pubblico che le guardava e che, oltre a vederle, vi partecipava cantando, nella grande maggioranza dei casi, o altri giovani si univano casualmente ai costruttori durante il percorso. Proprio questa ripetizione di azioni già conosciute dava un carattere rituale alla piramide melfitana e ne rendeva quindi partecipi gli spettatori.
Nel punto "B" vi è la rottura degli schemi etici e sociali che avveniva durante le attuazioni. Difatti, la filastrocca dello Scaricavascio di Melfi è una critica chiara, satirica, alcuni usano la parola avvertimento, verso la classe dirigente, sia essa borbonica o repubblicana, straniera o locale. La piramide assumeva molteplici funzioni: serviva da valvola di sfogo, la plebe poteva, per una volta, rivolgersi alle classi politiche e a quelle ricche dei commercianti e dei signori dell'epoca come gli avvocati, i latifondisti. Inoltre, non è da sottovalutare lo spirito ludico che accompagnava tali eventi.
Tutti questi fattori, confluiscono inevitabilmente nel punto "C" ovvero nel ritorno illusorio ad una sorta di apparente e temporaneo egualitarismo: un annullamento, seppur ideale, delle differenze sociali, fattore rigenerante per coloro i quali partecipavano allo Scaricavascio.

## Come avveniva
Dal 31 maggio al 12 giugno vi era la tredicina in onore di Sant'Antonio durante la quale ogni sera si recitava il Rosario e subito dopo la Messa. Il 13 giugno la statua di Sant'Antonio usciva dall'omonima chiesa la sera e la processione finiva di notte. La statua era portata a spalla dai devoti che prima avevano offerto denaro al Santo. I ragazzi che costruivano le piramidi umane avevano generalmente un'età che andava dai 15 ai 30 anni e costruivano le torri alle fermate della processione. Le piramidi umane erano la nota ludico-gioviale della processione, intorno ad esse i bambini saltellavano allegramente e la gente, tutta insieme, cantava i versi della canzone dello Scaricavascio, mentre i giovani le costruivano. Se "quelli di sotto" riuscivano a tenere "quelli di sopra" senza inciampare, percorsi alcuni metri si cambiavano e quelli che stavano sopra passavano a mantenere quelli che prima erano sotto. I fautori di queste improvvisate costruzioni umane erano per la maggioranza contadini, operai e manovali.

## Percorso delle processione di Sant'Antonio e dello Scaricavascio
La processione andava per le vie ed i rioni maggiori della città secondo il seguente tragitto: Largo Sant'Antonio - Vescovato – Castello - Via Vittorio Emanuele - Via dei Normanni - Via di San Lorenzo - Via San Nicola - Via Mercato Mancini - per finire ancora a Largo Sant'Antonio. La gente di ciascun rione raccoglieva denaro e costruiva gli altari dove sostava il Santo. Ad ogni sosta si assisteva ai fuochi artificiali e laddove vi fosse spazio sufficiente si avviava la costruzione della piramide umana per onorare degnamente il Santo. Difatti la piramide si muoveva molto vicino all'altare dove era adagiata la statua. Alcune volte dalla folla qualcuno si decideva a partecipare all'allestimento delle torri umane improvvisandosi scalatore o veniva coinvolto di forza dai propri amici. Durante la processione queste torri umane erano costruite quattro o cinque volte, lo spazio era sufficiente solo al Largo Sant'Antonio, Piazza Duomo, Largo Castello e Largo Mercato. La processione terminava a notte inoltrata nel largo della chiesa dalla quale era partita con un concerto finale per salutare Sant'Antonio. 

## Dimensioni dello Scaricavascio di Melfi
Le piramidi umane di Melfi non erano di scarse dimensioni, i più anziani riferiscono di aver assistito il 13 giugno 1926 ad una costruzione di ben quattro piani in Piazza Duomo. Al primo vi erano una decina di uomini forti e robusti, il secondo piano era formato da sette-otto uomini di stazza minore che erano in equilibrio con i piedi sulle spalle di quelli di sotto, ed il terzo si componeva di quattro uomini non corpulenti. Al quarto ed ultimo piano vi erano due magri ragazzini (dell'età di circa 15 anni) che si tenevano l'un l'altro con le braccia e concentratissimi si guardavano negli occhi per mantenere l'equilibrio. Quattro piani per una piramide in movimento, che gira cioè su se stessa, compiendo un vero e proprio percorso, sono da considerare di assoluto riguardo e di un elevato spessore plastico e figurativo.